# Василев, Ванцети
Ванцети Василев (болг. Ванцети Димитров Василев; р. 1945, Радомир) — болгарский химик и писатель. Сын политического заключенного Димитара Василева, который назвал ребенка в честь американского анархиста Бартоломео Ванцетти, и племянник первого болгарского йога Михаила Владимирова.

## Биография
Родился в 1945 г. в городе Радомир. В 1963 не был допущен к абитуриентским экзаменам, но впоследствии окончил Химико-технологический институт в Софии, где защитил диссертацию.
Преследовался коммунистическими органами безопасности как сын узника концлагерей Белене. Работал технологом на заводах страны.
В 1988 г. с риском для жизни бежал в Сербию, а оттуда — в Италию с багажом, в котором были только книги. Работал садовником в Кастель-Гандольфо. В конце 1989 переехал в Нью-Йорк. Там он работал ночным сторожем, художником, строителем, водителем грузовика, водителем такси. В 1992 г. назначен химиком в Департаменте охраны окружающей среды (DEP) в Нью-Йорке, но впоследствии сосредоточился только на литературной работе.
Автор книг «Семена страха» (1991), «Поезда до Рима» (2006 — переведена на немецкий язык и представлена на книжной ярмарке во Франкфурте 2009), и «Истории с Нью-Йоркской библиотеки» (2011).
Является членом редакционного совета в нью-йоркском издательстве «Cross Cultural Communication».

## Книги
- «Семена страха» (1991)
- «Поезда до Рима» (2006)
- «Истории из Нью-Йоркской библиотеки» (2011)
- «Упакуешь ветер» (2013)